# 香港城市大学
香港城市大学（ホンコンじょうしだいがく、英語: City University of Hong Kong、公用語表記: 香港城市大學）は、 香港・九龍塘に本部を置く香港の公立大学。1984年創立、1994年大学設置。大学の略称は城大、CityU。
創設間もないが、すでにQSなどの世界大学ランキングでは上位に顔を出し始めているように、国際的に高く評価されている。
日本語では、香港市立大学、香港都市大学として言及されることがある。

## 学部・学科
- 商学部（College of Business）は、中国本土および香港のビジネスコミュニティと長年にわたってパートナーシップを築き、香港の競争力を強化してきました。商学部は、AACSB InternationalおよびEQUISの認定を受けた世界有数のビジネススクールの1つです。[3]
- 工学部（College of Engineering）は、コンピューターサイエンス、土木、電気、生物医学、システム、機械工学、材料科学、建築、建築技術といった革新的な研究・教育分野を扱っています。数々の賞を受賞した教員は、次世代の暮らしを向上させる画期的な技術の創造、開発、普及に焦点を当てています。
- 人文社会科学部（College of Liberal Arts and Social Sciences）は、重大な社会問題に対処する社会科学研究に取り組んでいます。研究プロジェクトは、人間の状態の理解や人間の価値の開発を推し進める幅広いトピックを扱っています。
- 理学部（College of Science）で提供される革新的なプログラムと世界クラスの研究は、地元、地域、世界のコミュニティに有意義なインパクトを与え続けています。理学部は、CityUの戦略的目標と発展に沿って新しい知識を生み出し、今日の科学研究の最前線において最先端のアイデアを追求しています。賽馬会（ジョッキークラブ）
- 動物医学および生命科学部（Jockey Club College of Veterinary Medicine and Life Sciences）は、香港初の動物医学および生命科学分野の研究機関で、地元と地域の卓越した研究・訓練センターとして機能しています。賽馬会は、厳しい国際認定基準を満たすように設計された、アジア初の6年制の獣医学学士プログラムを開始しました。この取り組みの提携校は、世界トップクラスの獣医学校であるコーネル大学です。[4]

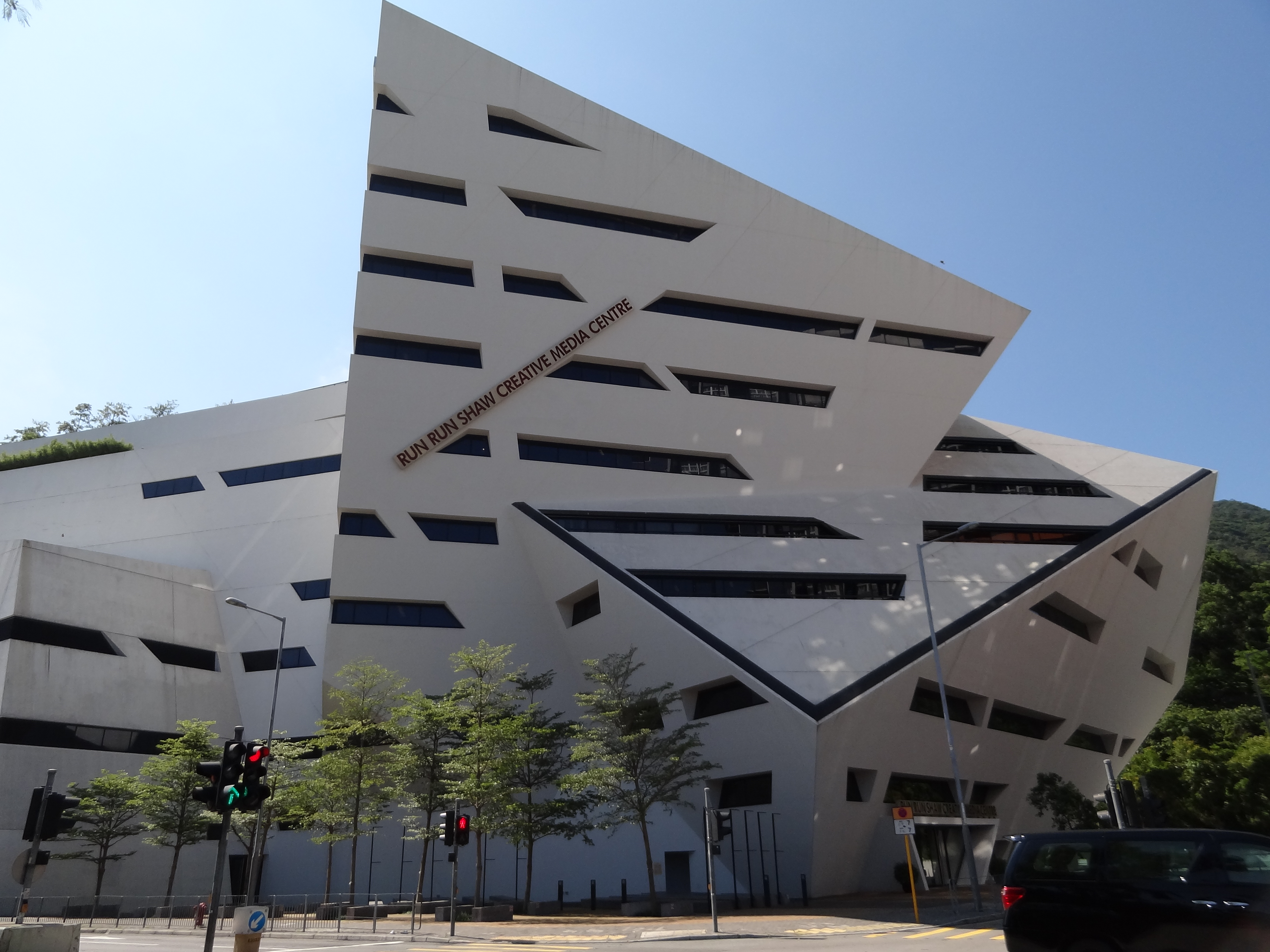
クリエイティブメディアセンター

- クリエイティブメディア学部（School of Creative Media）は、この評判を支える才能豊かな人材を輩出する上で中心的な役割を担っています。
- データサイエンス学部（School of Data Science）は、CityUの戦略開発の一端を担い、将来のデータ駆動型経済の需要を満たすことを目的としています。このワクワクするような新しい学問分野で卓越した世界クラスのハブになることを目指しています。
- エネルギーおよび環境学部（School of Energy and Environment）は、大中華圏とアジア太平洋地域の環境の質と持続可能な発展という、現在最も差し迫ったふたつの問題に関する教育と研究をリードする、地域でも珍しい研究機関の1つです。
- 法律学部（School of Law）は、法の研究と教育の点で国際的に名の知れた研究センターになることを目指しています。法律学部は、中国法に重点を置き、コモンロー、比較法、国際法の学術分野の研究に力強くコミットしている点で群を抜いています。
- コミュニティ学部（CCCU: Community College）は、2004年にオーストラリアのウーロンゴン大学（UOW）との提携で設立され、2020年にウーロンゴン大学香港分校キャンパス（UOWCHK）となった。

## ランキング
| CityU                  | QS世界大学ランキング2021 第48位 QS「創立50年未満の大学トップ50」2021 第4位 アジア大学ランキング2020 第16位 世界大学ランキング2020「最も国際的な大学」 第1位                    |
| ---------------------- | --- |
| 経営学部               | UTDのアジア太平洋地域でのビジネススクール研究ランキングトップ100（2019年） 第1位 アジアにおけるビジネス＆マネジメント研究QS世界大学ランキング2020（学部別） 第10位             |
| 教養学および社会科学部 | アジアのコミュニケーションとメディア研究学部門QS世界大学ランキング2020（学部別）第5位 アジアにおける言語学部門QS世界大学ランキング2020（学部別）第6位                          |
| 工学部                 | 世界の大学の科学論文の2019年パフォーマンスランキング、香港および台湾の工学部門 第1位 2019年アジアの世界の大学の学術ランキング（コンピュータサイエンス＆エンジニアリング）第1位 |
| 法学部                 | THE 2020テーマ別アジア大学ランキング（法律）第3位 |

## 日本の学生交流協定校
- 東京大学
- 京都大学
- 東北大学
- 大阪大学
- 名古屋大学
- 九州大学
- 北海道大学
- 奈良先端科学技術大学院大学
- 東京都立大学
- 広島大学
- 早稲田大学
- 慶應義塾大学
- 中央大学
- 青山学院大学
- 東京工科大学
- 東海大学
- 同志社大学
- 大阪工業大学
- 立命館アジア太平洋大学